# Тэммон
Тэммон (яп. 天門, ромадзи: Tenmon) — японский композитор, пишущий музыку для аниме и видеоигр. Настоящее имя Ацуси Сиракава (яп. 白川 篤史 Сиракава Ацуси). Родился в 1971 году в Токио.
После знакомства с Макото Синкаем в компании по разработке компьютерных игр minori написал музыку для нескольких работ режиссёра, начиная с «Она и её кот». Наиболее известен как автор саундтреков к анимамционным фильмам Синкая «Голос далёкой звезды» и «За облаками».

## Работы
Написал музыку к следующим фильмам и видеоиграм:
- «Она и её кот» (1999)
- «Голос далёкой звезды» (2001)
- Mizu no Kakera (2001)
- Tenshi no Kakera (2003)
- Haru no Ashioto (2004)
- «За облаками» (2004)
- Ef: A Fairy Tale of the Two (2006)
- «Пять сантиметров в секунду» (2007)
- Ef: A Tale of Memories (2007)
- Ef: A Tale of Melodies (2008)
- Eden* They Were Only Two, On The Planet (2009)
- «Ловцы забытых голосов» (2011)
- Tsuredure Children (2017)